# 죽림리석등
죽림리 석등(죽림리 석등)은 전라남도 순천시 주암면 죽림리에 있는 석등이다. 1984년 2월 29일 전라남도의 문화재자료 제50호로 지정되었다가, 1991년 9월 15일 문화재 지정이 해제되었다.

## 참고 문헌
- 죽림리석등 - 국가유산청 국가유산포털